# チェリッシュ (NEWSの曲)
『チェリッシュ』は、日本の男性アイドルグループ、NEWSの3枚目のシングル。

## チャート成績
発売初週に18.8万枚を売り上げ、オリコン週間シングルチャート1位を獲得した。

## 収録曲

### 初回生産限定盤
1. チェリッシュ
作詞・作曲・編曲：福士健太郎
  - TBC『Good News』CMソング
2. Party Time
作詞：zopp、作曲：Henric Uhrbom, Julius Bengtsson, Anders Bergstrom、編曲：中西亮輔
2004年オリジナル曲
3. SHOCK ME
作詞：近藤ナツコ、作曲：飯田建彦、編曲：鈴木雅也
2004年オリジナル曲
「NEWS 10th Anniversary in Tokyo Dome」では増田貴久のラップが追加された「SHOCK ME 2013」として披露された。これ以降のライブで披露される際はこちらのバージョンが使われており、後に14thアルバム「JAPANEWS」にて3人体制で再録されている。
4. チェリッシュ (オリジナル･カラオケ)

### 通常盤
1. チェリッシュ
2. Party Time
3. Devil or Angel
作詞：H.U.B.、作曲・編曲：m-takeshi、Rap：Lowarth
2004年オリジナル曲

## 映像作品
チェリッシュ
- Never Ending Wonderful Story
  - 6人体制 初披露
- NEWS CONCERT TOUR pacific 2007 2008 -THE FIRST TOKYO DOME CONCERT
- NEWS LIVE DIAMOND
- NEWS DOME PARTY 2010 LIVE! LIVE! LIVE! DVD!
- NEWS LIVE TOUR 2012 〜美しい恋にするよ〜
  - 4人体制 初披露
- NEWS 10th Anniversary in Tokyo Dome
- NEWS LIVE TOUR 2016 QUARTETTO
- NEWS 15th Anniversary LIVE 2018 "Strawberry"

Party Time
- NEWS LIVE DIAMOND
  - 6人体制 初披露

Devil or Angel
- NEWS CONCERT TOUR pacific 2007 2008 -THE FIRST TOKYO DOME CONCERT

SHOCK ME
- NEWSニッポン0304
  - 発売前には山下のパートが長くなっていた。
- SUMMARY of Johnnys world Digest
  - 錦戸、内は関ジャニ∞の仕事の為 6人で披露
- Never Ending Wonderful Story
  - 6人体制 初披露
- NEWS CONCERT TOUR pacific 2007 2008 -THE FIRST TOKYO DOME CONCERT
- NEWS 10th Anniversary in Tokyo Dome
  - 4人体制 初披露
- NEWS 15th Anniversary LIVE 2018 "Strawberry"
- NEWS DOME TOUR 2018-2019 EPCOTIA -ENCORE-

## テレビ出演
チェリッシュ
- 『Music Station』（2005年2月18日、テレビ朝日）
テレビ初披露
- 『ザ少年倶楽部』（2005年4月3日、NHK BSプレミアム）
- 『ザ少年倶楽部プレミアム』（2013年9月15日、NHK BSプレミアム）
「まだ知らない～」からのパートは手越が担当
- 『ザ少年倶楽部プレミアム』（2018年1月19日、NHK BSプレミアム）
小山がインフルエンザで不在となり3人で披露

Devil or Angel
- 『ザ少年倶楽部』（2004年12月5日、NHK BSプレミアム）
錦戸、内は関ジャニ∞の仕事の為 6人で披露

SHOCK ME
- 『ザ少年倶楽部』（2004年2月8日、NHK BSプレミアム）
テレビ初披露、発売前には山下のパートが長くなっていた。
- 『ザ少年倶楽部』（2007年8月12日、NHK BSプレミアム）